# سي بي سي سفرة
سي بي سي سفرة (بالإنجليزية: CBC Sofra) وتعرف اختصاراً بـ قناة سفرة، هي قناة طبخ مصرية، تُبث على القمر الصناعي المصري نايل سات، وهي قناة تابعة لشبكة قنوات سي بي سي متخصصة في مجال الطهي والمطبخ، وإحدى قنوات المتحدة للخدمات الإعلامية، بدأت البث في 25 مايو 2013، يقع مقرها الرئيسي بمدينة الإنتاج الإعلامي بالسادس من أكتوبر في محافظة الجيزة المصرية.
يقدم نجوم سفرة مجموعة من الوصفات الشهية بالإضافة إلى عدد من النصائح حول أساليب الحياة الصحية ويقدمون العديد من البرامج الخاصة بالطبخ، كما يوجد برامج ترفيهية واجتماعية وأخرى خاصة بالمرأة.

## برامج قناة سفرة
- على قد الإيد تقدمه نجلاء الشرشابي
- الشيف يقدمه الشيف شربيني
- زعفران وفانيلا تقدمه غادة التلي
- أميرة في المطبخ تقدمه أميرة شنب
- الأكيل يقدمه مراد مكرم
- زي السكر تقدمه نرمين هنو
- اتفضلوا عندنا تقدمه شيف غادة جميل
- عمايل إيديا تقدمه نورا السادات
- شبكة وصنارة يقدمه هشام السيد
- طبخة ونص يقدمه الشيف عماد خشت
- نأنأة يقدمه الشيف عمر إسماعيل
- بالهنا والشفا تقدمه ساندرا مكاري
- عيش وملح تقدمه توتا مراد
- تيك أواي تقدمه مروة مهنى
- ساعة ونس يقدمه مراد مكرم

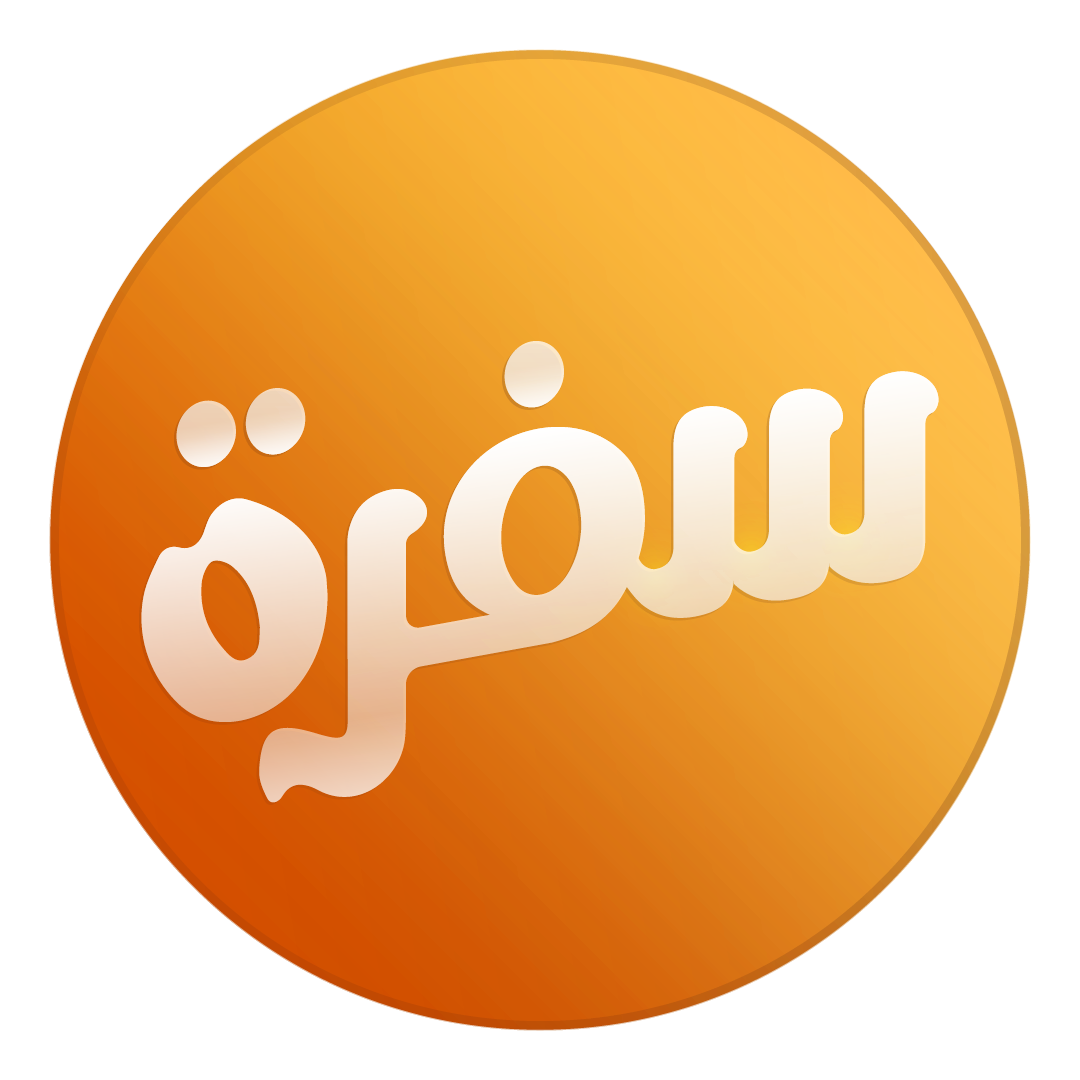
شعار قناة سفرة السابق

- بهارات تقدمه ساندرا مكاري وتوتا مراد
- نأنأة ع الماشي يقدمه عمر إسماعيل
- قعدة صحاب يقدمه هشام السيد
- صالون هنو تقدمه نرمين هنو
- جدو عماد يقدمه الشيف عماد خشت
- محروسة وحكايتها تقدمه الشيف محروسة سالم
- سحورك علينا تقدمه أميرة شنب
- محدش بياكلها بالساهل تقدمه غادة جميل
- طعم ولون تقدمه مروة مهنى[2][3]

## وصلات خارجية
الموقع الرسمي